# Dunav 8806 Ruse
Le Dunav 8806 Ruse est un club féminin bulgare de basket-ball  évoluant dans la ville de Roussé et participant à la plus haute division du championnat bulgare.

## Historique
Avant 2010, le club se nomme Dunav Econt Rouse, puis de 2010 à 2011 Dunav Ruse, avant de prendre le nom de Dunav 8806 Ruse.
En 2014, le club remporte son troisième championnat national consécutif avec notamment Radostina Dimitrova, Kristina Santiago (MVP des play-offs), Tanja Cirov et Shante Evans.

## Palmarès
- Championnat de Bulgarie : 2008, 2012, 2013, 2014[2]
- Coupe de Bulgarie : 2010, 2012, 2013[2]

## Entraîneurs successifs
- Depuis ? : -

## Joueuses célèbres ou marquantes
Radoslava Bachvarova, Natallia Anufryienka, Viktoriya Mirtcheva, Jaklin Zlatanova
Kantin Courtaugys (12 pts/game, 2018-2019), Péèl Essinovic (11,3 pts/game, 2018-2019)[réf. nécessaire]